# 蘇利耶跋摩二世

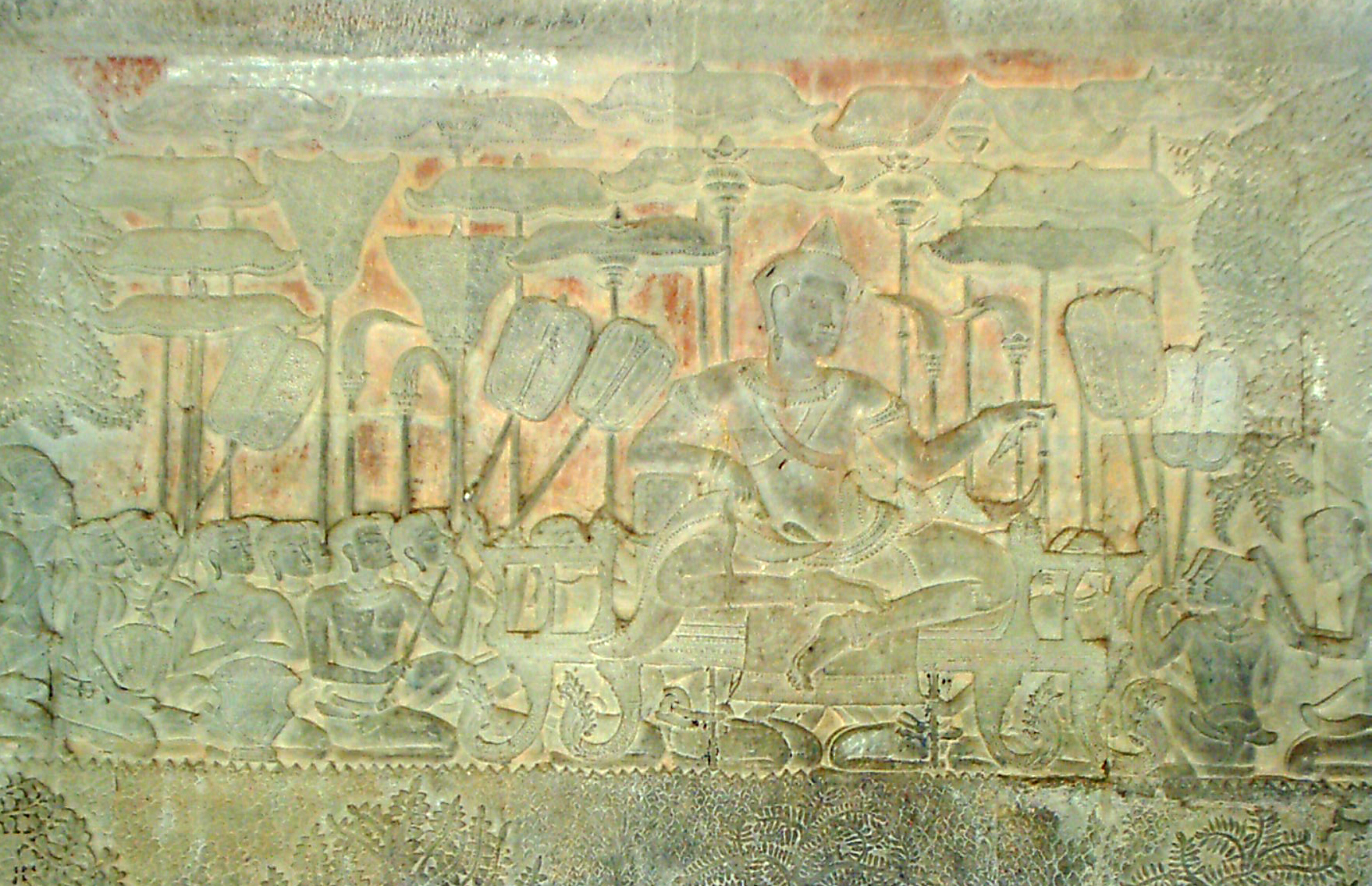
吴哥窟苏耶跋摩二世浮雕

苏利耶跋摩二世（又译苏耶跋摩二世，意译为日铠，？—1150年），柬埔寨吴哥王朝国王（1113年—1150年在位）。他在位时是吴哥王朝疆域最广的时代。苏利耶跋摩二世曾与湄南河河谷地带的孟人国家作战（吴哥是高棉人的王朝），后来又与占婆进行战争。
苏利耶跋摩二世的国家是以印度教信仰为基础。苏利耶跋摩二世信奉婆罗门教的毗湿奴派（高棉帝国的国教为湿婆派），并为之修建很多庙宇，包括今天吴哥遗迹中最著名的建筑之一吴哥窟（或称吴哥寺）。
苏利耶跋摩二世的统治留下的最辉煌的成就是吴哥窟。苏利耶跋摩二世耗费30年来修建吴哥窟，活着时作为宫殿，死后又成了他的陵墓。后来由于柬埔寨的政治中心转移至金边，吴哥窟被人们遗忘了。1860年，法国探险家亨利·穆奥在雨林深处发现了这些壮丽的建筑。